# Celleporaria paratridenticulata
Celleporaria paratridenticulata är en mossdjursart som beskrevs av Liu 200. Celleporaria paratridenticulata ingår i släktet Celleporaria och familjen Lepraliellidae. Inga underarter finns listade i Catalogue of Life.